# Saint-Coulomb
Saint-Coulomb è un comune francese di 2 552 abitanti situato nel dipartimento dell'Ille-et-Vilaine nella regione della Bretagna.

## Società

### Evoluzione demografica
Abitanti censiti

## Galleria d'immagini

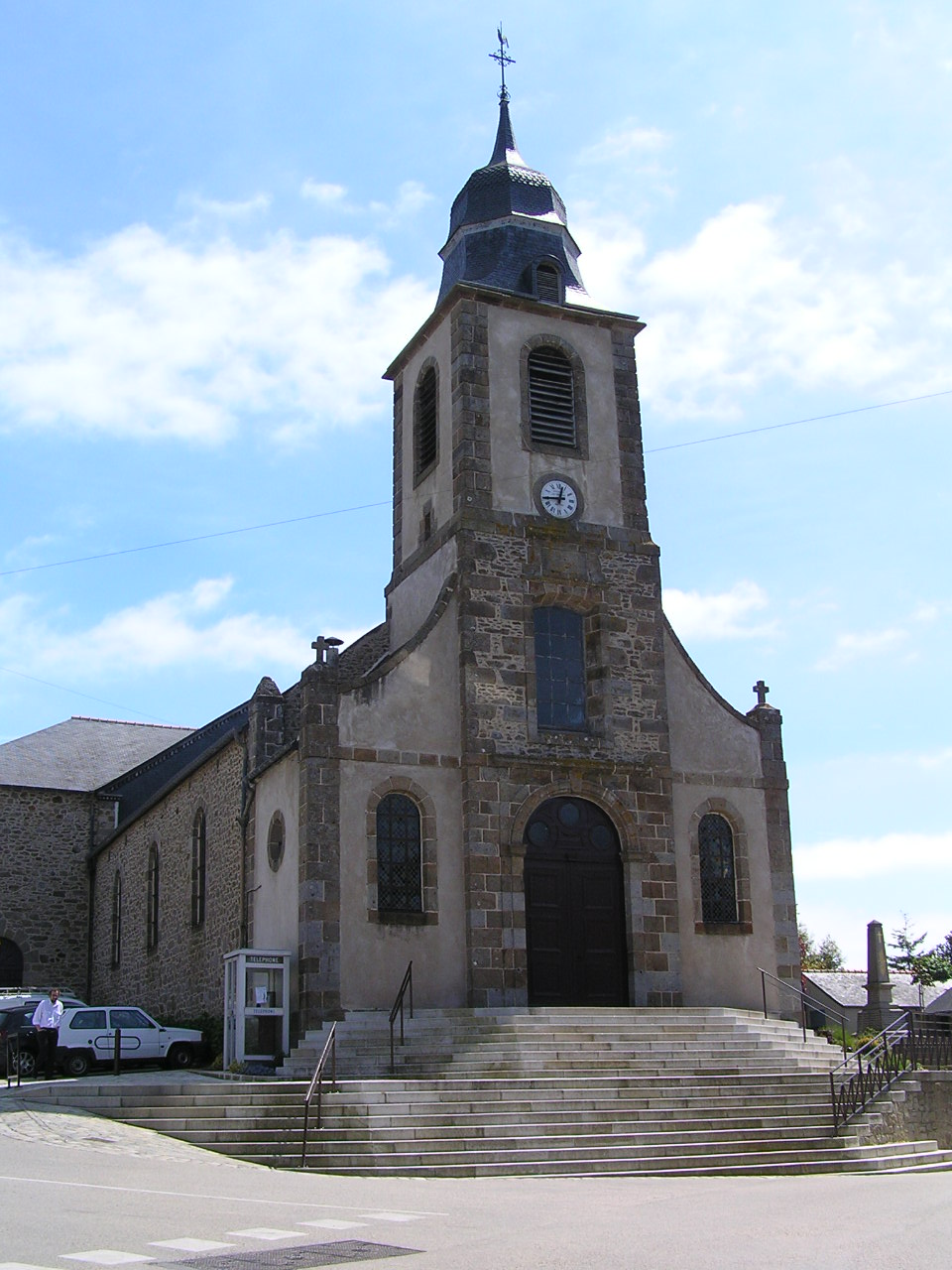
Chiesa di San Colombano
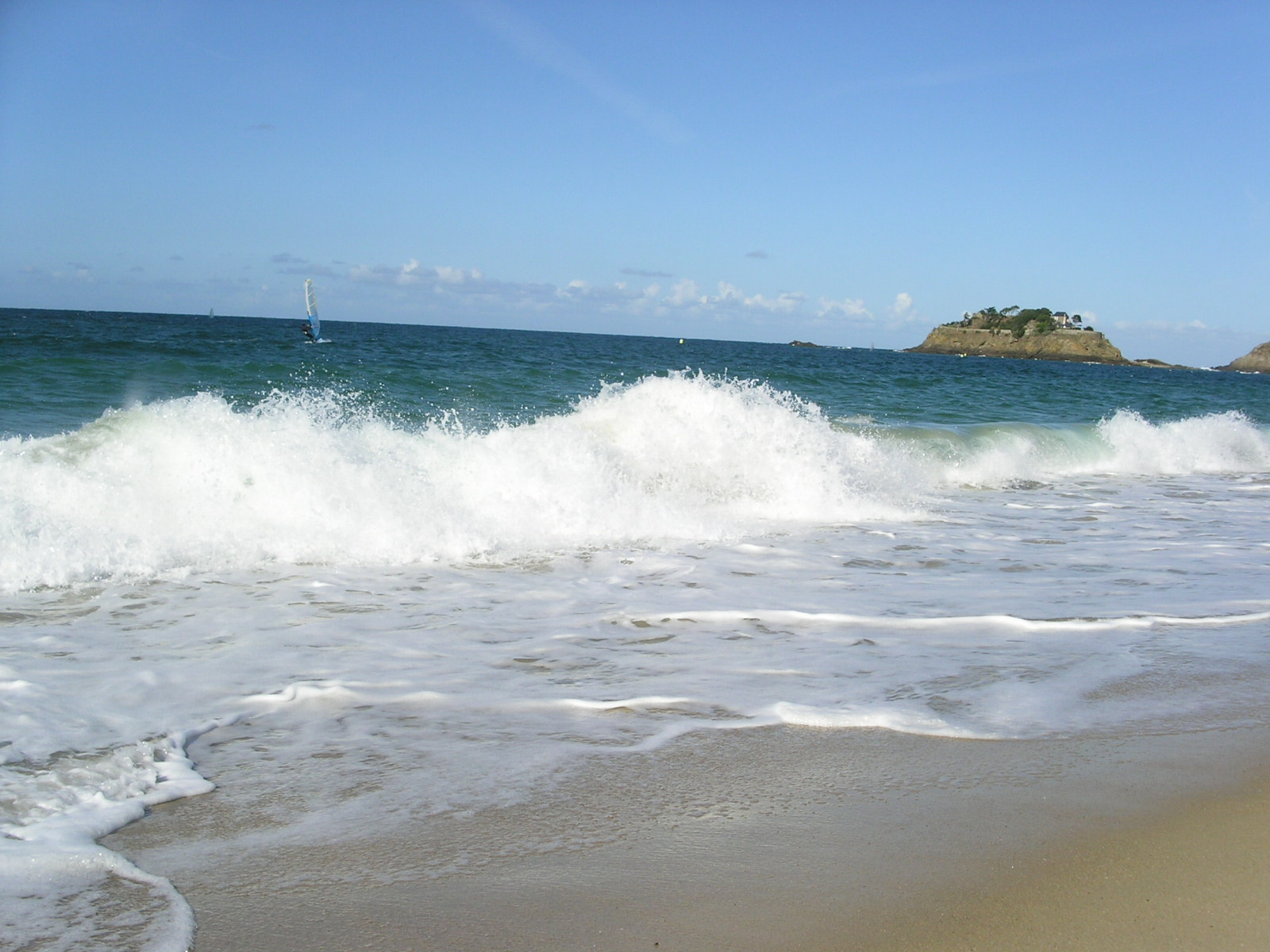
Spiaggia di Guesclin, dove sbarcò San Colombano
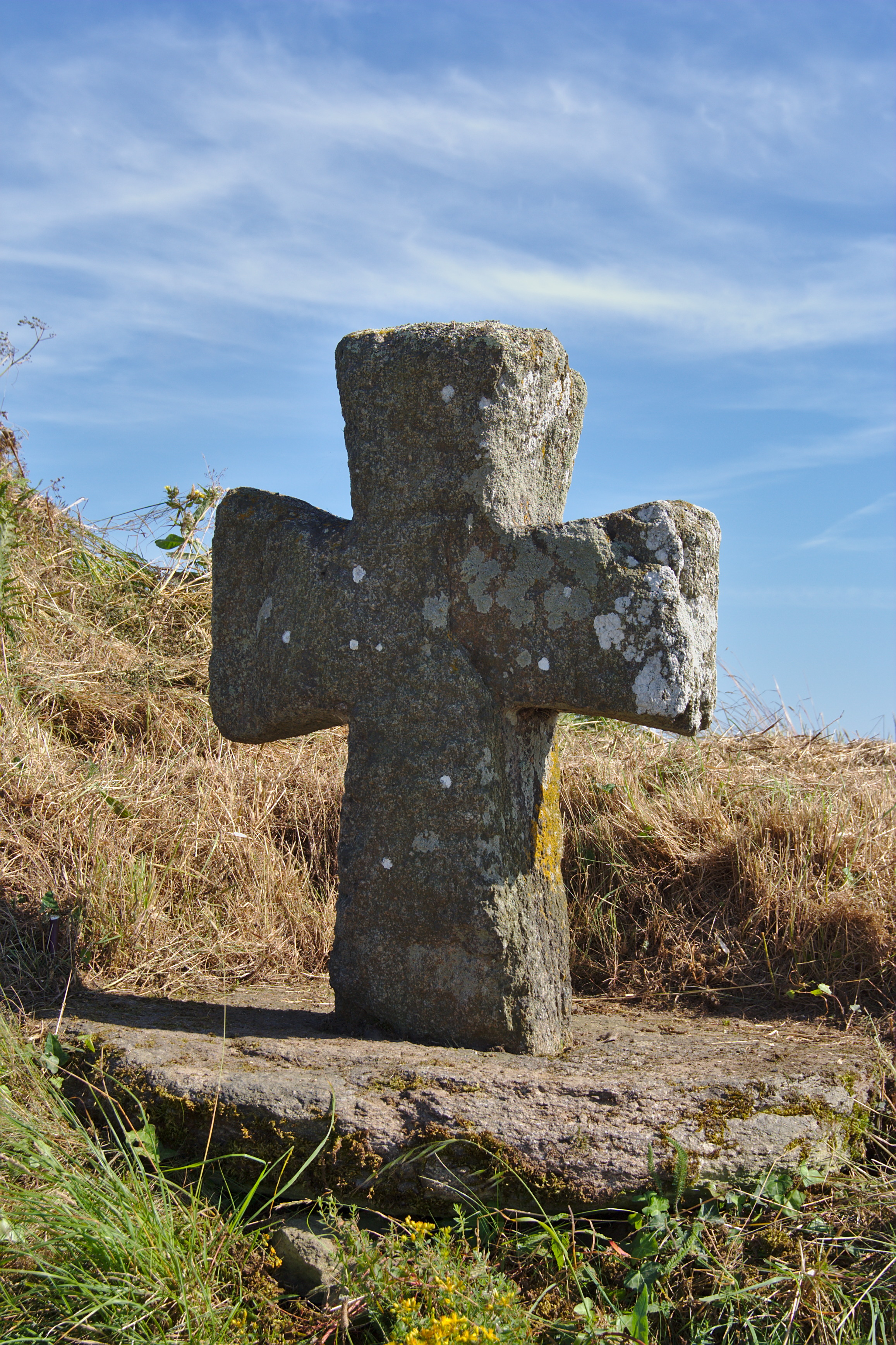
Croce di San Colombano nei pressi dello sbarco
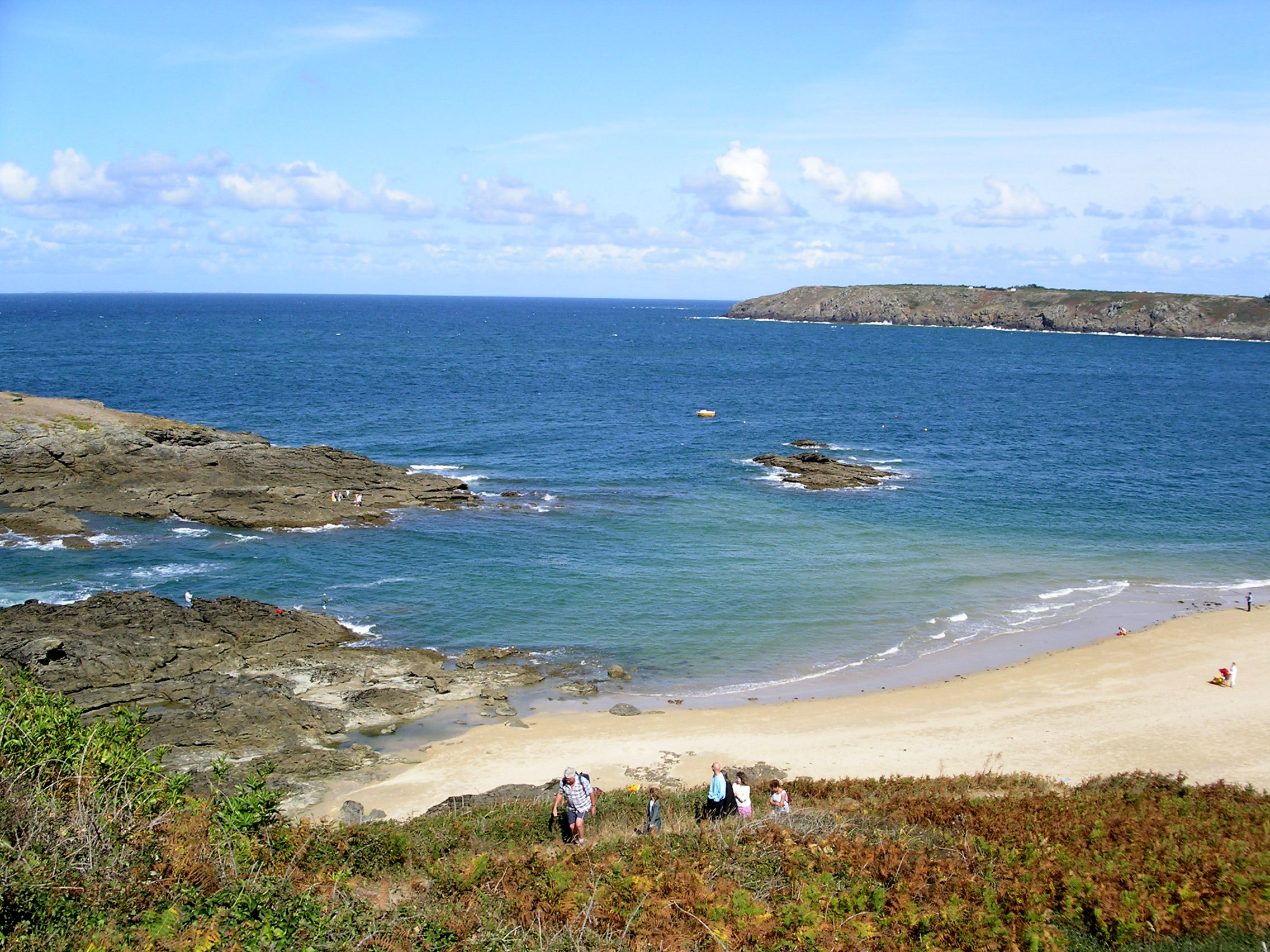
Chemins des douaniers
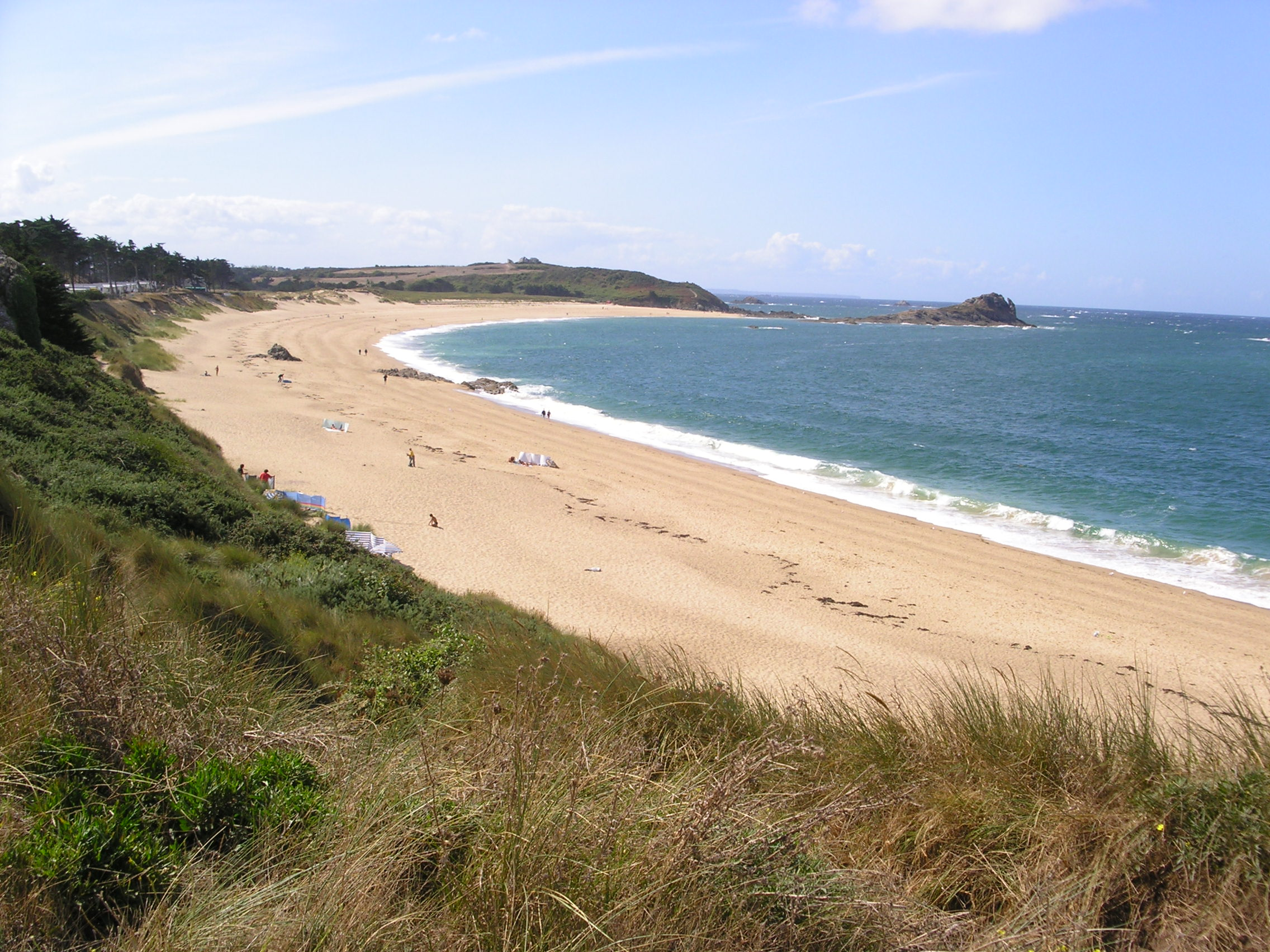
Spiaggia Chevrets